# St. Georg (Leipzig)

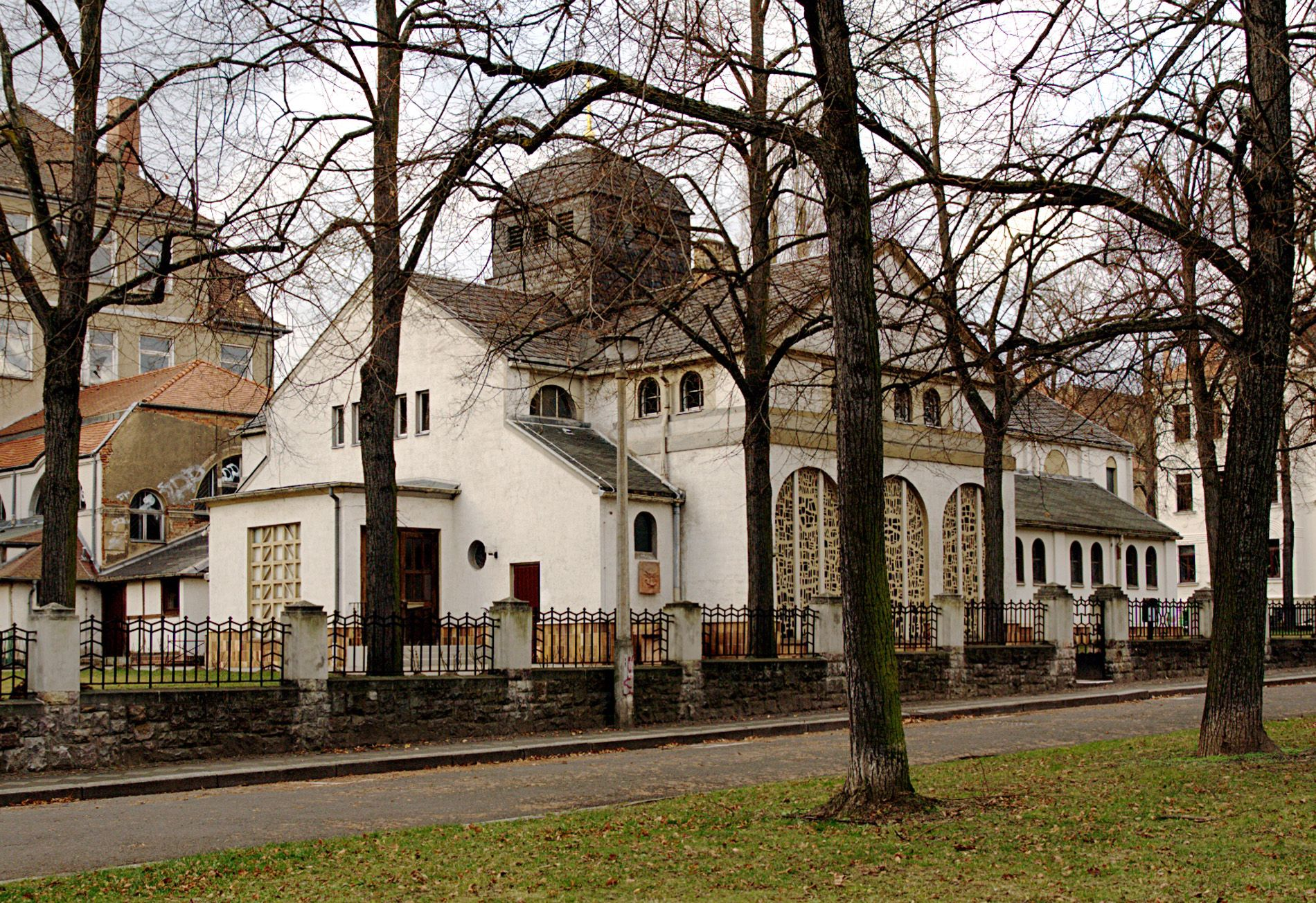
St. Georg Gohlis (2009)

St. Georg ist die römisch-katholische Kirche im Leipziger Stadtteil Gohlis. Sie ist eine Kirche der Katholischen Pfarrei St. Georg Leipzig Nord im Dekanat Leipzig. Ihre Adresse lautet Platz des 20. Juli 1944 Nr. 2, 04157 Leipzig-Gohlis. Sie steht unter Denkmalschutz.

## Geschichte
Pläne für eine Pfarrei im Leipziger Norden reichen zurück bis in das Jahr 1885. Kirche und Schule sollten auf dem Gelände der jetzigen Kasernen gebaut werden, die Pläne scheiterten an der Finanzierung. Am 23. Januar 1898 wurde in Gohlis der erste katholische Gottesdienst für das Militär gehalten, Ort war die Turnhalle des Allgemeinen Turmvereins zwischen Lindenthaler und Friedrich-Karl-Straße.
Im Januar 1906 wurde das Grundstück am heutigen „Platz des 20. Juli 1944“ (bis 1994 Jägerplatz) erworben. 
Am 1. Februar 1908 wurde ein Kirchenbauverein gegründet. Dieser erhielt vom Innenministerium des Königreichs Sachsen „die Genehmigung zur Veranstaltung öffentlicher Geldsammlungen, innerhalb des Königreiches Sachsens zum Besten eines in Leipzig-Gohlis zu errichtenden katholischen Gotteshauses, vorbehältlich jederzeitigen Widerrufes, sowie unter der Voraussetzung, dass die Sammlungen nur unter den katholischen Glaubensgenossen und nicht in der Form der Einholung von Beiträgen in den Häusern durch Sammelboten erfolgen.“ 
Der Leipziger Architekt Clemens Lohmer entwarf im Jahr 1909 die Pläne für Schule, Kirche und Pfarrhaus. Der Schulbau wurde am 20. September 1909 begonnen und 1911 vollendet. Der am Turnsaal der Schule angebaute Kapellenraum wurde am 23. Dezember 1910 als Kapelle St. Georg eingeweiht. Während des Ersten Weltkriegs unterblieben Aktivitäten für den Kirchenbau.

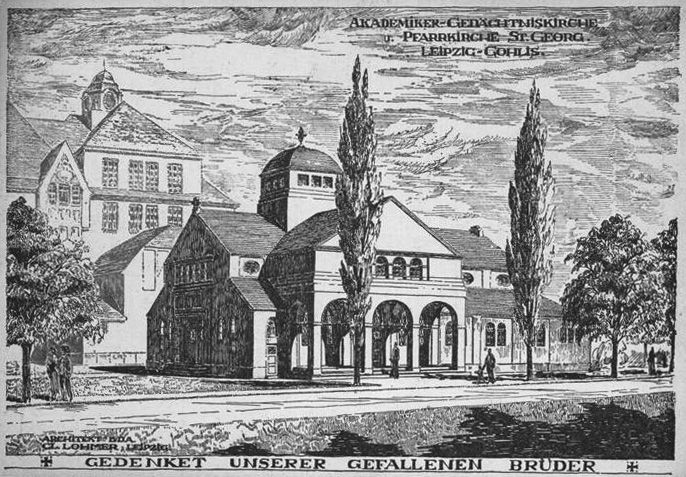
St. Georg um 1930, mit offener Eingangshalle

Die Baupläne für eine Notkirche wurden am 3. Februar 1922 vom Ordinariat genehmigt, doch zwei Monate später wurde die Bewilligung zum Bau wegen finanzieller Schwierigkeiten zurückgenommen. Nach einer Schenkung von fast 300.000 Mark von Bischof Christian Schreiber (1872–1933) wurde am 7. Juli 1922 mit einem Kostenvoranschlag von zwei Millionen Mark der Kirchenbau beschlossen. 
Der Bonifatiusverein bot an, den Bau finanziell zu unterstützen, falls die Kirche den im Krieg gefallenen katholischen Akademikern geweiht würde. Die Grundsteinlegung erfolgte am 17. September 1922 mit den Ehrengästen Bischof Schreiber und Prinz Ernst Heinrich von Sachsen (1896–1971). Am 24. Juli 1923 wurde Gohlis eigenständige Pfarrei mit Kirchweihe am 25. November 1923 durch Bischof Schreiber.
Bei den Bombenangriffen am 4. Dezember 1943 und 20. Juli 1944 wurde die Kirche beschädigt. Wegen der Liturgiereform durch das Zweite Vatikanische Konzil erfolgte von 1967 bis 1983 ein schrittweiser Umbau der Kirche.

## Gestalt und Ausstattung
Die eigentümlich flach gewölbte Basilika mit querschiffartigen Erweiterungen ist im eklektizistischen Stil bzw. in den Formen des ausklingenden Jugendstils erbaut. Die Höhe des niedrigen Vierungsturms beträgt 13,3 Meter.
Die künstlerische Bedeutung der Kirche liegt vor allem in der Originalausstattung, die von der „Akademischen Bonifatius-Einigung, Verband zur Pflege religiösen Lebens in der katholischen Studentenschaft“ 1928 gestiftet wurde. Die Gesamtleitung und die Beratung lagen in den Händen des Professors für christliche Kunst der Kunstakademie Düsseldorf Andreas Huppertz. Verschiedene, meist Düsseldorfer Künstler trugen mit ihren Arbeiten zum Gesamtkonzept bei. Die Bildwerke stammen überwiegend von Jupp Rübsam (1896–1976) und Josef Daniel Sommer (1886–1979). 
So prägt das Gedenken an die im Ersten Weltkrieg gefallenen katholischen Akademiker Deutschlands die künstlerische Gestaltung der Kirche; sie trägt daher auch den Namen Akademiker-Gedächtniskirche Pfarrkirche St. Georg Leipzig-Gohlis (wie eine zeitgenössische Abbildung belegt). Bemerkenswert sind der als Gedächtnismal gestaltete Kreuzweg nach einem Entwurf von Peter Dierichsweiler (1892–1966) – ausgeführt von Jupp Rübsam und Theodor Haake in Rochlitzer Porphyrtuff –, die Pietà von der Münsteraner Bildhauerin Hildegard Domizlaff (1898–1987) und die holzgeschnitzte Krippe. Der Bildhauer Ernst Gottschalk schuf im Rahmen der Ausschmückung die vier Evangelistenfiguren an der Kanzel.
Die mit Symbolen und Ornamenten gestalteten Rundfenster gehen auf Kartons des niederländischen Künstlers Jan Thorn Prikker (1868–1932) zurück. Sofern sie im Zweiten Weltkrieg nicht zerstört wurden, sind sie 1955/1956 nach Zeichnungen von Mia Brandenburg von Johannes Roemer (Leipzig) rekonstruiert worden. 
1967/1969 wurde die dem Jägerplatz zugekehrte Eingangshalle mit Betonglasfenstern geschlossen. In ihnen ist die Dreifaltigkeit dargestellt; sie wurden vom Ehepaar Zimmermann (Leipzig-Gohlis) entworfen.
Das Altarbild gestaltete ein Soldat in französischer Kriegsgefangenschaft, es stand bis 1994 in einer von Jesuiten genutzten Kapelle.

## Orgeln
1933 wurde eine Orgel der Firma Jehmlich, Dresden, von 1922 eingebaut. Als sie zunehmend abgängig wurde, wurde sie 1970 durch eine elektronische Orgel der PGH Musikelektronik Geithain ersetzt (II/40), die 1987 an die katholische Kirche Zwenkau verkauft wurde. 1985 erfolgte durch Norbert Sperschneider aus Weimar der Einbau einer Orgel eines unbekannten Orgelbauers von 1830 aus der Kirche Kahlwinkel. Sie wurde in diesem Zuge mit einer Pedalkoppel versehen. 1997 folgte eine Generalreparatur. Das Instrument verfügt über acht Register auf einem Manual und Pedal. Die Disposition lautet wie folgt:
| I Manual C– |                  |       |
| 1.          | Gedackt          | 8′    |
| 2.          | Viola di Gamba D | 8′    |
| 3.          | Prinzipal        | 4′    |
| 4.          | Oktave           | 2′    |
| 5.          | Quinte           | 1 ⁄3′ |
| 6.          | Mixtur III       |       |

| Pedal C– |               |     |
| 7.       | Subbass       | 16′ |
| 8.       | Prinzipalbass | 08′ |

- Koppeln: I/P

## Pfarrei
Die Pfarrei St. Georg Leipzig-Nord wurde am 27. Oktober 2019 neu gegründet. Zur Pfarrei gehören die Gemeinden St. Georg, St. Albert und St. Gabriel; zugehörig sind das Dominikanerkloster St. Albert, der St. Benno Verlag, die Kita St. Benno und das Malteserstift.